# Canton de Saint-Rambert-en-Bugey
Le canton de Saint-Rambert-en-Bugey est une ancienne division administrative française, située dans le département de l'Ain en région Auvergne-Rhône-Alpes.

## Géographie
Ce canton était organisé autour de Saint-Rambert-en-Bugey dans l'arrondissement de Belley. Son altitude variait de 257 m pour Torcieu à 1 086 m pour Hostiaz, avec une moyenne de 473 m.

## Histoire
- De 1833 à 1848, les cantons d'Hauteville et de Saint-Rambert avaient le même conseiller général. Le nombre de conseillers généraux était limité à 30 par département[1].

Localisation du canton dans l'Ain avant 2015.

- Conformément au décret du 13 février 2014[2], en application de la loi du 17 mai 2013 prévoyant le redécoupage des cantons français, le canton de Saint-Rambert-en-Bugey disparaît à l'issue des élections départementales de mars 2015. Les communes qui le composaient sont réparties entre les cantons d'Ambérieu-en-Bugey et d'Hauteville-Lompnes.

## Représentation

### Conseillers généraux de 1833 à 2015
| Période | Période          | Identité                           | Étiquette    | Qualité |
| ------- | ---------------- | ---------------------------------- | ------------ | --- |
| 1833    | 1845             | Aimé Martin (1767-1846)            |              | Médecin à Saint-Rambert-en-Bugey ancien chirurgien en chef à l'hospice de Lyon                                                 |
| 1845    | 1848             | Comte Adolphe d'Angeville          | Centre       | Ancien lieutenant de vaisseau Propriétaire à Lompnes Membre de la Chambre des Députés (1834-1848)                              |
| 1848    | 1852             | Paul Joseph Brun (1812-1855)       |              | Médecin, maire de Saint-Rambert-en-Bugey                                                                                       |
| 1852    | 1870             | Félix Auger                        |              | Avocat, juge de paix à Saint-Rambert-en-Bugey                                                                                  |
| 1870    | 1871             | Léon Juvanon du Vachat (1832-1911) |              | Avocat, maire de Conand Juge à Belley                                                                                          |
| 1871    | 1874             | Amédée Passelac                    |              | Propriétaire, maire d'Arandas (1866-1876)                                                                                      |
| 1874    | 1880             | Emmanuel Warnéry                   | Républicain  | Manufacturier à Tenay |
| 1880    | 1880 (démission) | Charles Carron                     | Républicain  | Notaire à Saint-Rambert-en-Bugey                                                                                               |
| 1880    | 1914 (décès)     | Athanase Martelin                  | Républicain  | Manufacturier dans la soie à Saint-Rambert-en-Bugey, propriétaire à Lyon                                                       |
| 1914    | 1919             | siège vacant                       |              | |
| 1919    | 1928 (décès)     | Lucien Franc                       | Libéral      | Industriel Maire de Saint-Rambert-en-Bugey                                                                                     |
| 1928    | 1940             | Henri Franc                        | RG           | Industriel Maire de Saint-Rambert-en-Bugey                                                                                     |
|         |                  |                                    |              | |
| 1945    | 1958             | Jean Pelaz                         | PCF          | Hôtelier, maire de Tenay (1935-1940 et 1944-1959)                                                                              |
| 1958    | 1977 (décès)     | Marcel Buis                        | MRP puis CNI | Maire de Saint-Rambert-en-Bugey (1953-1977)                                                                                    |
| 1977    | 1982             | Marc Perrot                        | PS           | Instituteur Maire de Tenay (1989-2020)                                                                                         |
| 1982    | 2004 (démission) | Jean-Claude Marquis                | UDF          | Gestionnaire immobilier Maire de Saint-Rambert-en-Bugey (1983-1995) puis d'Argis (1999-2001) Vice-président du conseil général |
| 2004    | 2015             | Gilbert Bouchon                    | DVG          | Ingénieur Maire de Saint-Rambert-en-Bugey depuis 2001 Vice-président du conseil général                                        |

### Conseillers d'arrondissement (de 1833 à 1940)
| Période                                  | Période      | Identité                                 | Étiquette               | Qualité |
| ---------------------------------------- | ------------ | ---------------------------------------- | ----------------------- | --- |
| 1833                                     | 1836         | M. Bourdin                               |                         | Propriétaire à Saint-Rambert                                                                                |
| 1836                                     | 1848         | Raphaël Auger                            |                         | Juge de paix à Saint-Rambert-en-Bugey                                                                       |
| 1848                                     | 1860 (décès) | Hippolyte Falavier-Mareschal (1788-1860) |                         | Avocat à Belley, Président du Conseil d'arrondissement                                                      |
| 1860                                     | 1867         | Charles Ferrand                          |                         | Maire d'Arandas                                                                                             |
| 1867                                     | 1877         | Charles Carron (1819-1887)               | Républicain             | Notaire à Lyon, propriétaire à Arandas                                                                      |
| 1877                                     | 1888 (décès) | Frédéric Auguste Juvanon (1839-1888)     |                         | Greffier de la justice de paix à Saint-Rambert-en-Bugey                                                     |
| 1888                                     | 1907         | Alexandre Vernier                        | Républicain             | Pharmacien à Saint-Rambert-en-Bugey                                                                         |
| 1907                                     | 1919         | Jean-Marie Mathieu                       | Républicain indépendant | Minotier, ancien maire de Saint-Rambert-en-Bugey                                                            |
| 1919                                     | 1925         | Henri Magloire                           |                         | Adjoint au maire de Tenay                                                                                   |
| 1925                                     | 1937         | Albert Doreil                            | SFIO puis Soc.ind.      | Commerçant, conseiller municipal de Tenay                                                                   |
| 1937                                     | 1940         | Marcel Imbert (1909-1976)                | SFIO                    | Instituteur, Saint-Rambert-en-Bugey                                                                         |
| 1940                                     |              |                                          |                         | Les conseils d'arrondissement ont été suspendus par la loi du 12 octobre 1940 et n'ont jamais été réactivés |
| Les données manquantes sont à compléter. |              |                                          |                         | |

Source : Journal Le Courrier de l'Ain sur le site des archives départementales.

## Composition
Le canton de Saint-Rambert-en-Bugey regroupait douze communes :
| Nom                                | Code Insee | Intercommunalité            | Population (dernière pop. légale) |
| ---------------------------------- | ---------- | --------------------------- | --------------------------------- |
| Saint-Rambert-en-Bugey (chef-lieu) | 01384      | CC de la Plaine de l'Ain    | 2 265 (2014)                      |
| Arandas                            | 01013      | CC de la Plaine de l'Ain    | 157 (2014)                        |
| Argis                              | 01017      | CC de la Plaine de l'Ain    | 427 (2014)                        |
| Chaley                             | 01076      | CC de la Plaine de l'Ain    | 151 (2014)                        |
| Cleyzieu                           | 01107      | CC de la Plaine de l'Ain    | 136 (2014)                        |
| Conand                             | 01111      | CC de la Plaine de l'Ain    | 118 (2014)                        |
| Évosges                            | 01155      | CA Haut-Bugey Agglomération | 144 (2014)                        |
| Hostiaz                            | 01186      | CC du plateau d'Hauteville  | 87 (2014)                         |
| Nivollet-Montgriffon               | 01277      | CC de la Plaine de l'Ain    | 119 (2014)                        |
| Oncieu                             | 01279      | CC de la Plaine de l'Ain    | 96 (2014)                         |
| Tenay                              | 01416      | CC de la Plaine de l'Ain    | 1 050 (2014)                      |
| Torcieu                            | 01421      | CC de la Plaine de l'Ain    | 732 (2014)                        |

## Démographie
| 1962  | 1968  | 1975  | 1982  | 1990  | 1999  | 2006  | 2011  | 2012  |
| ----- | ----- | ----- | ----- | ----- | ----- | ----- | ----- | ----- |
| 7 249 | 6 846 | 5 865 | 5 440 | 5 108 | 4 949 | 5 285 | 5 397 | 5 429 |